# Johann Wolfgang Baumgartner

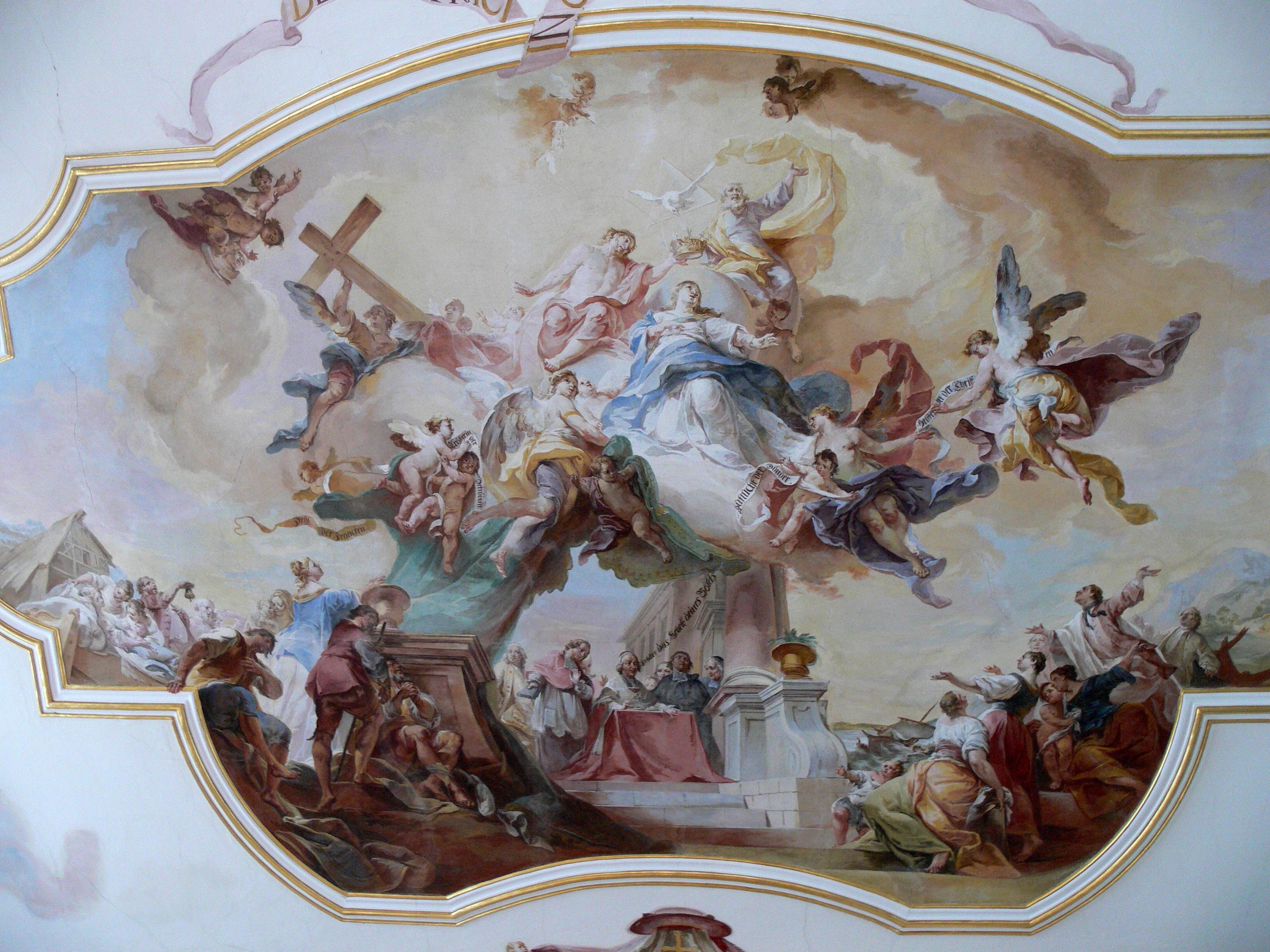
Deckengemälde „Himmelfahrt und Krönung Mariens“ in Baitenhausen, 1760

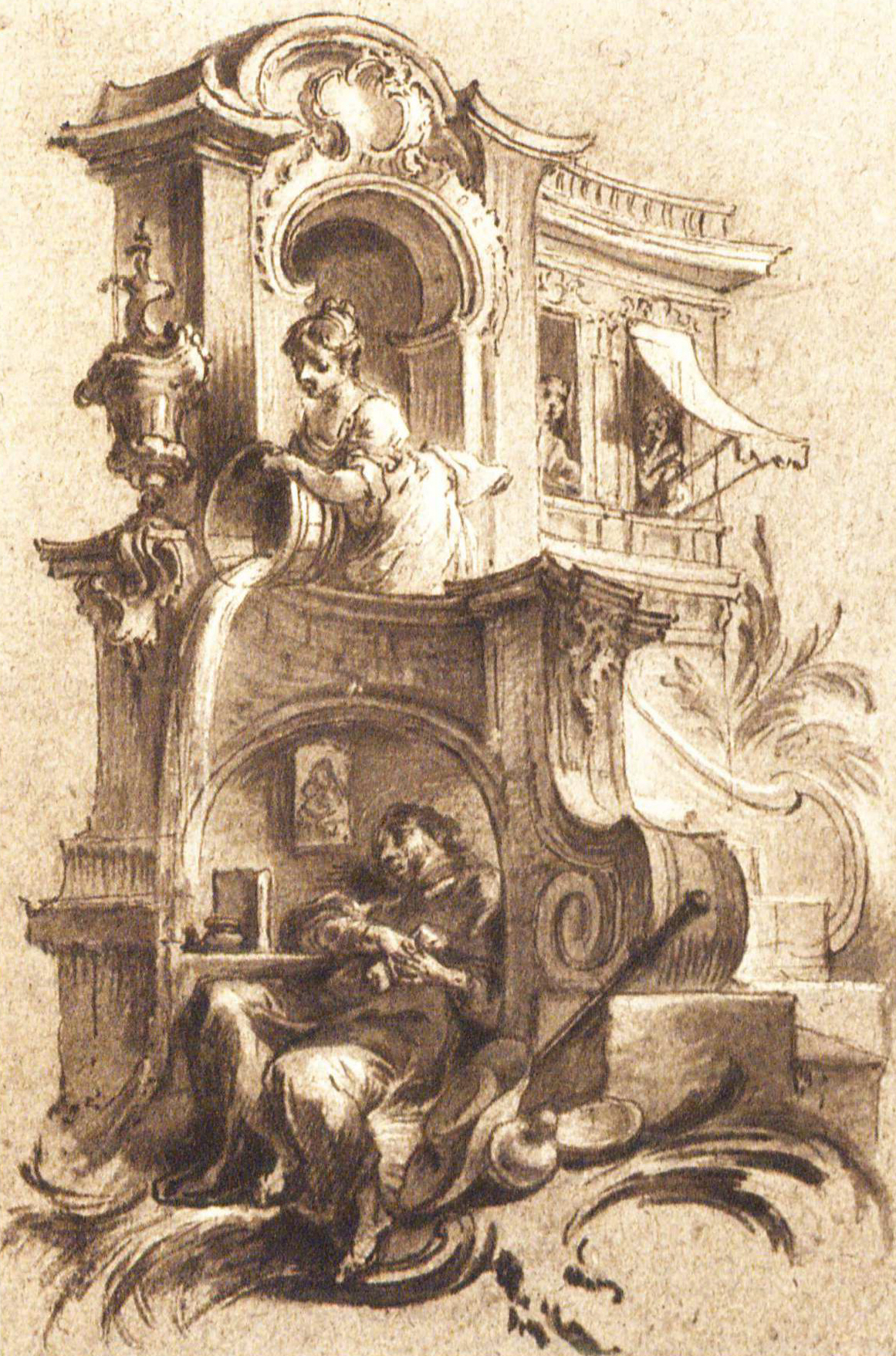
Der Heilige Alexius von Edessa unter der Treppe seines Elternhauses, Skizze in Tusche

Johann Wolfgang Baumgartner (* 1702 in Ebbs, Tirol; † 7. September 1761 in Augsburg) war ein österreichisch-deutscher Rokoko-Maler.

## Leben
Geboren wurde Johann Wolfgang Baumgartner in Tirol und er erlernte in Salzburg die Hinterglasmalerei. Nachdem er seinen Wirkungskreis nach Bayerisch-Schwaben verlegte, wird er der Augsburger Schule zugerechnet.
Als größtes und bedeutendstes Werk Baumgartners wird das Deckengemälde in der Wallfahrtskirche Heilig Kreuz des ehemaligen Klosters Bergen angesehen.

## Bekannte Werke (Auszug)
- Deckenfresken der Wallfahrtskirche St. Maria zum Berge Karmel in Baitenhausen bei Meersburg am Bodensee, 1760
- Deckenfresken in der Beichtkapelle (Schmerzenskapelle) St. Maria Loreto in Westheim
- Das Martyrium des hl. Venantius von Camerino
- Tägliche Erbauung eines wahren Christen
- Der Evangelist Markus schreibend
- Der Hl. Papst Johannes I. und der Gotenkönig Theoderich
- Zeichnungen der Bibelbilder in Historia veteris (ac novi) Testamenti Iconibus Expressa